# Goerodes ursinus
Goerodes ursinus är en nattsländeart som först beskrevs av Hagen 1858.  Goerodes ursinus ingår i släktet Goerodes och familjen kantrörsnattsländor. Inga underarter finns listade i Catalogue of Life.